# Łobez (gromada)
Łobez (do 30 XII 1959 Wysiedle) – dawna gromada, czyli najmniejsza jednostka podziału terytorialnego Polskiej Rzeczypospolitej Ludowej w latach 1954–1972.
Gromady, z gromadzkimi radami narodowymi (GRN) jako organami władzy najniższego stopnia na wsi, funkcjonowały od reformy reorganizującej administrację wiejską przeprowadzonej jesienią 1954 do momentu ich zniesienia z dniem 1 stycznia 1973, tym samym wypierając organizację gminną w latach 1954–1972.
Gromadę Łobez z siedzibą GRN w mieście Łobzie (nie wchodzącym w jej skład) utworzono 31 grudnia 1959 w powiecie łobeskim w woj. szczecińskim w związku z przeniesieniem siedziby GRN gromady Wysiedle z Wysiedla do Łobza i zmianą nazwy jednostki na gromada Łobez.
Pod koniec 1960 w skład gromady Łobez wchodziły następujące miejscowości: Bonin, Budziszcze, Byszewo, Cichowo, Ciołkowo, Dobieszewo, Grabowo, Kniewo, Meszne, Niegrzebia, Niwka, Pokręt, Polakowo, Pomorzany, Raczkowo, Rożnowo Łobeskie, Rudna, Rynowo, Suliszewice, Tarnowo, Unimie, Wisław, Wysiedle, Zachełmie, Zagórzyce, Zajezierze, Zakrzyce i Zdzisławice.
1 stycznia 1969 do gromady Łobez włączono miejscowości Chociętowo, Chociętówko i Zdroje ze znoszonej gromady Przytoń w tymże powiecie.
1 stycznia 1972 do gromady Łobez włączono miejscowości Bełczna, Dalno, Głowice, Karwowo, Karwówko, Klępnica, Łobżany, Poradz, Prusinowo, Przyborze i Trzesczyna oraz wieś i stację kolejową Worowo ze zniesionej gromady Bełczna w tymże powiecie.
Gromada przetrwała do końca 1972 roku, czyli do kolejnej reformy gminnej. 1 stycznia 1973 w powiecie łobeskim utworzono gminę Łobez (w latach 1999-2001 gmina Łobez należała do powiatu stargardzkiego w woj. zachodniopomorskim, tzn. do chwili reaktywowania zniesionego w 1975 roku powiatu łobeskiego).